# Maldon
Maldon (pronunțat /ˈmɔːldən/) este un oraș și un district nemetropolitan în comitatul Essex, regiunea East of England, Anglia. Districtul are o populație de 61.700 locuitori din care 59.433 locuiesc în orașul propriu zis Maldon.

## Orașe din cadrul districtului
- Maldon
- Burnham-on-Crouch

## Vedeți și
- Listă de orașe din Regatul Unit